# Bernhard von Guérard
Franziskus Maria Bernhard Philipp Edler von Guérard, auch Emile Bernhard Chevalier de Guérard (getauft 21. April 1771 in Düsseldorf; † 11. November 1836 in Neapel, Königreich beider Sizilien), war ein deutsch-österreichischer Porträt- und Miniaturmaler.

## Vorfahren
Ein Vorfahre des Malers, Nicolas Guérard, wohnhaft in Pont-à-Mousson, wurde am 29. Mai 1723 von Herzog Leopold von Lothringen in den Adelsstand erhoben.
Der Vater Bernhard von Guérard sen. (1734–1784) übersiedelte um 1760 von Lothringen nach Düsseldorf, wo er ein renommierter Arzt wurde. Er war Stabschirurg und Medizinalrat, übernahm 1765 in Düsseldorf die Leitung der Chirurgischen Akademie und gründete dort 1770 die erste Hebammenschule im Rheinland. Am 20. März 1767 ließ er sich noch an der Universität Duisburg immatrikulieren, wo er anscheinend ein Zusatzstudium absolvierte. Insbesondere seine Verdienste um die Geburtshilfe fanden weithin Beachtung, etwa durch Johann Lukas Boër.

## Leben
Guérard wurde am 21. April 1771 in der Düsseldorfer Lambertuskirche getauft – das genaue Geburtsdatum ist nicht bekannt –, als Sohn von Bernhard Guérard sen. und dessen Frau Franziska geb. Gumpertz. Er soll später an der Universität Duisburg ein Studium der Jurisprudenz begonnen haben, wechselte aber bald zur bildenden Kunst und spezialisierte sich auf Porträtmalerei. 1793 erhielt er das Angebot, als Porträtzeichner nach London zu gehen. Diese Offerte schlug er jedoch aus und ging im selben Jahr in Begleitung des Fürsten Carl Auersperg nach Wien. Dort profilierte er sich besonders als Maler von Bildnisminiaturen, die er in Aquarell auf Elfenbein schuf, zum Teil auch in Öl auf Holz. Seine Aufträge erhielt er vom Wiener Hof und dem Hochadel. 
1808 heiratete er in Wien Josepha Schulz von Leichtenthal, eine Tochter des Feldmarschalls Johann Schulz von Leichtenthal (um 1736–1802), die 1811 den Sohn Eugen gebar, der ebenfalls Maler wurde. Sie starb bereits am 3. Februar 1815 im Alter von 26 Jahren.
Im Januar 1811 eröffnete er mit seinem in Lemberg weilenden Bruder Franz (François) eine „Kunsthandlung“, kehrte aber bald nach Wien zurück. Von 1817 bis 1819 stand er im Dienst der Familie des Fürsten Karl Philipp zu Schwarzenberg. In dieser Zeit beschäftigte er sich auch mit der Farbenchemie und ließ von ihm entwickelte Farben ab 1818/19 durch den Handel vertreiben. Er wohnte nun in Penzing, Schmidgasse Nr. 154. Am 14. Januar 1825 verlieh ihm Kaiser Franz I. das Privileg, „echte Shawls und shawl artige Orientalische Zeuge zu Kleidern zu verfertigen“.
In seinen letzten Lebensjahren reiste Guérard wiederholt nach Italien. So kam er 1827 nach Venedig, 1831 stellte er in Rom aus. Am 11. November 1836, bei einem Aufenthalt in Neapel, starb er dort an der Cholera.

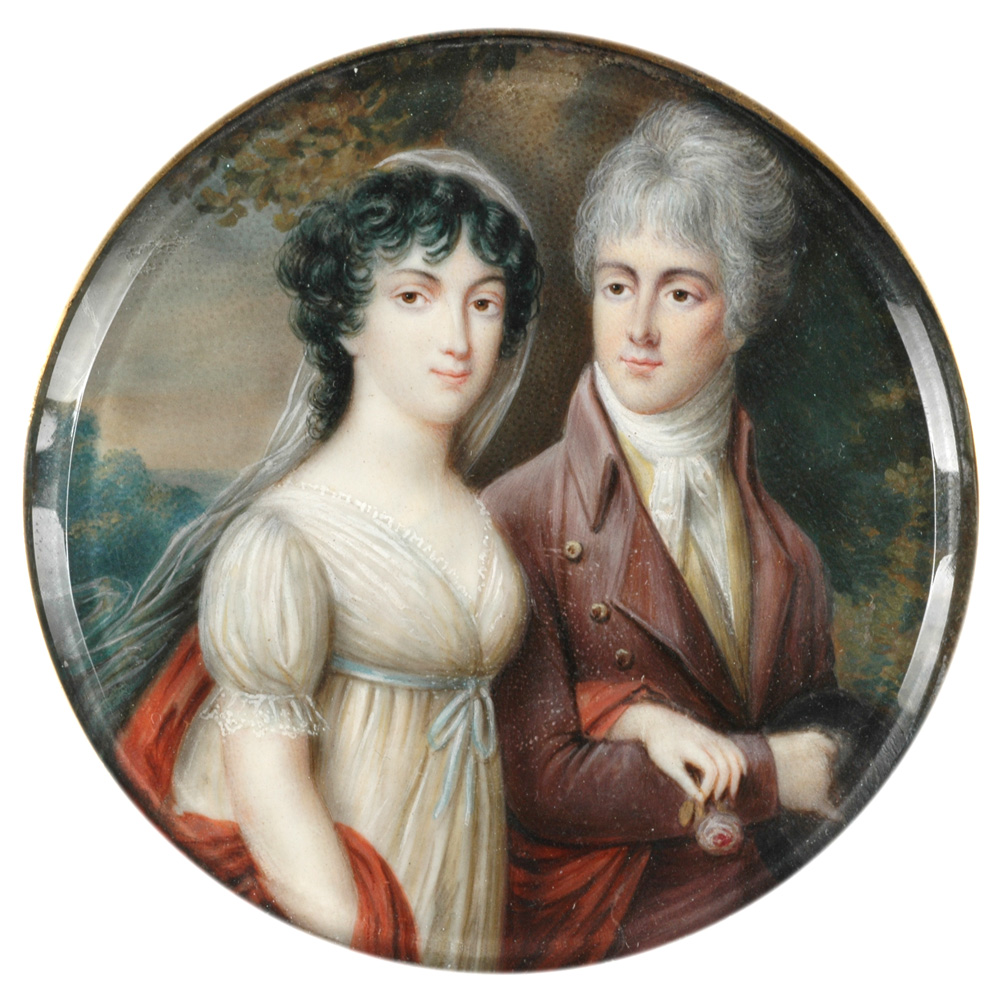
Graf Nikolaus Moritz Esterházy und seine Frau Marie Françoise de Roisin (Miniatur)
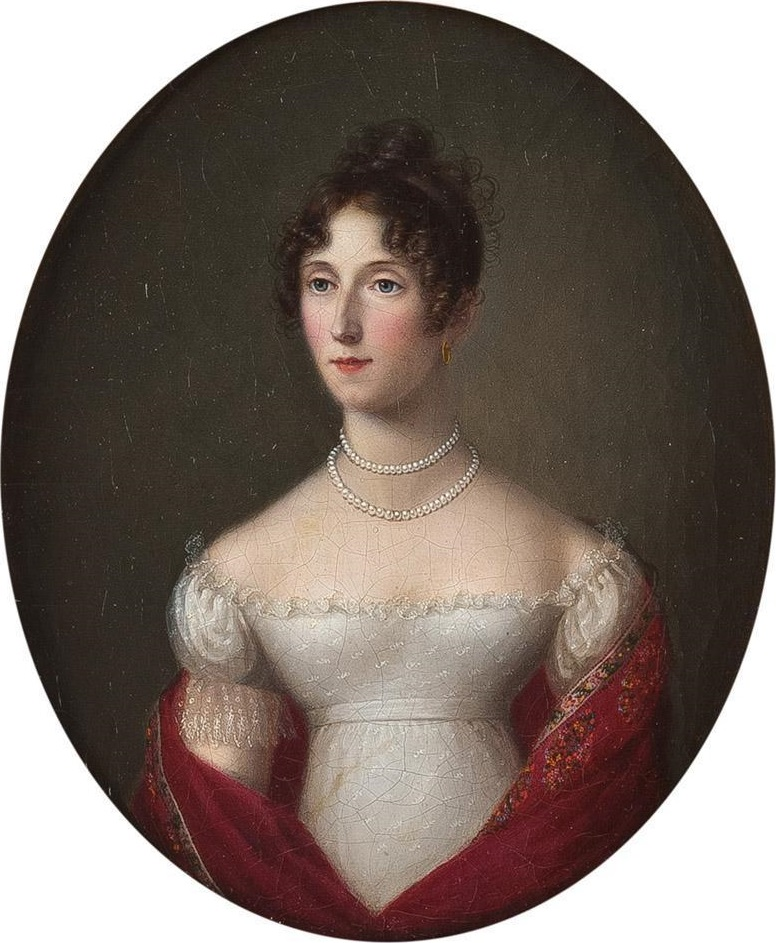
Fürstin Franziska von Palm-Grundelfingen (Bildnis, 1804)
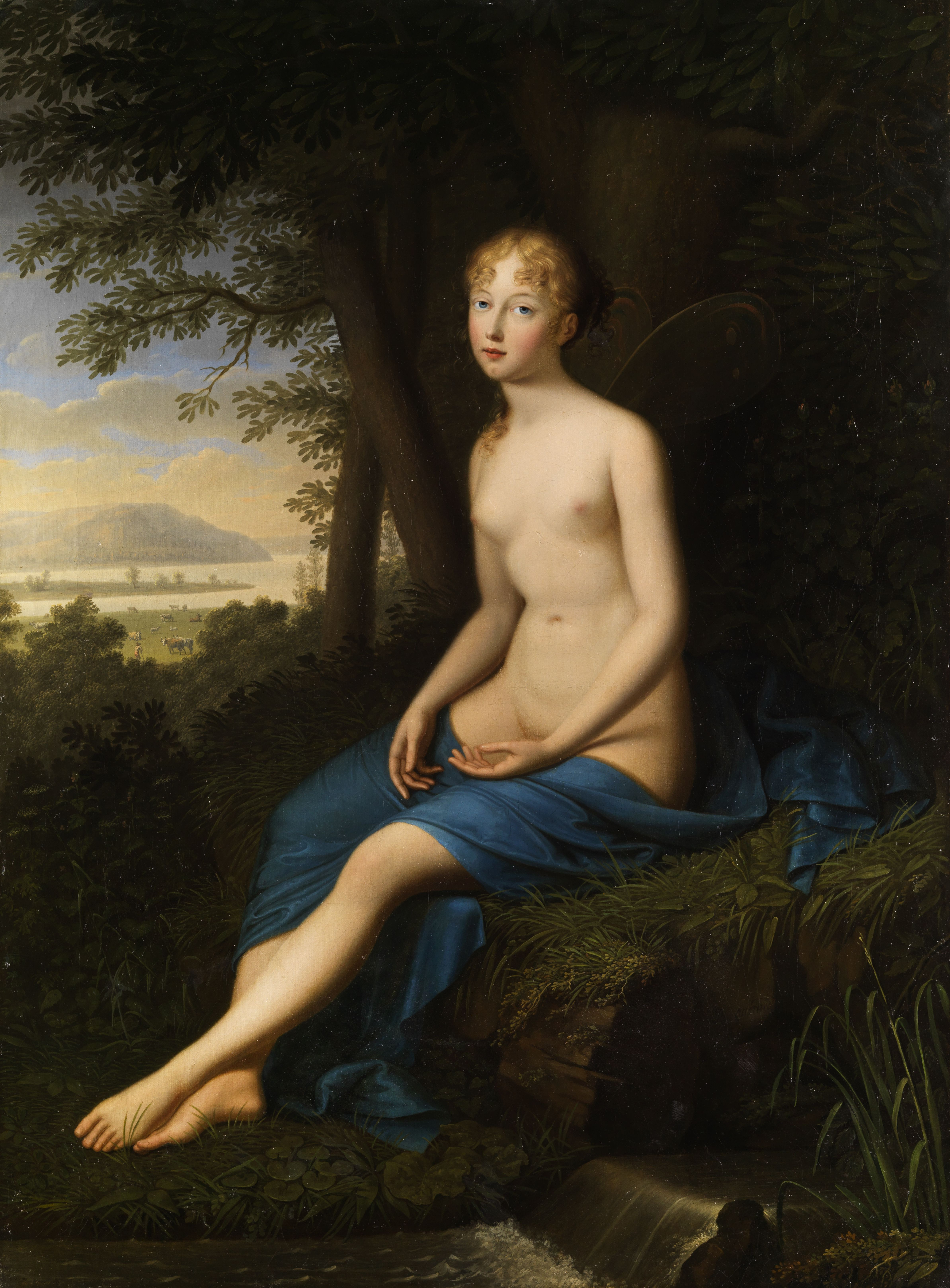
Psyche (Gemälde, 1811)